# Артистичне плавання на Чемпіонаті світу з водних видів спорту 2022
Змагання з артистичного плавання на Чемпіонату світу з водних видів спорту 2022 тривали з 17 до 25 червня 2022 року.

## Розклад змагань
Загалом відбулися змагання в десяти дисциплінах.
Для всіх змагань вказано місцевий час (UTC+2).
| Дата           | Час   | Раунд                                                |
| -------------- | ----- | ---------------------------------------------------- |
| 17 червня 2022 | 09:00 | Соло, технічна програма, попередні змагання          |
| 17 червня 2022 | 13:00 | Дует, технічна програма, попередні змагання          |
| 18 червня 2022 | 10:00 | Комбінація, довільна програма, попередні змагання    |
| 18 червня 2022 | 13:00 | Змішаний дует, технічна програма, попередні змагання |
| 18 червня 2022 | 16:00 | Соло, технічна програма, фінал                       |
| 19 червня 2022 | 10:00 | Група, технічна програма, попередні змагання         |
| 19 червня 2022 | 16:00 | Дует, технічна програма, фінал                       |
| 20 червня 2022 | 09:00 | Соло, довільна програма, попередні змагання          |
| 20 червня 2022 | 14:00 | Змішаний дует, технічна програма, фінал              |
| 20 червня 2022 | 16:00 | Комбінація, довільна програма, фінал                 |
| 21 червня 2022 | 09:00 | Дует, довільна програма, попередні змагання          |
| 21 червня 2022 | 16:00 | Група, технічна програма, фінал                      |
| 22 червня 2022 | 10:00 | Група, технічна програма, попередні змагання         |
| 22 червня 2022 | 16:00 | Соло, довільна програма, фінал                       |
| 23 червня 2022 | 10:00 | Гайлайт, попередні змагання                          |
| 23 червня 2022 | 16:00 | Дует, довільна програма, фінал                       |
| 24 червня 2022 | 10:00 | Змішаний дует, довільна програма, попередні змагання |
| 24 червня 2022 | 16:00 | Група, довільна програма, фінал                      |
| 25 червня 2022 | 13:30 | Змішаний дует, довільна програма, фінал              |
| 25 червня 2022 | 15:00 | Гайлайт, фінал                                       |

## Медальний залік

### Таблиця медалей
*   Країна-господарка (Угорщина)
| Місце               | Країна              | Золото | Срібло | Бронза | Загалом |
| ------------------- | ------------------- | ------ | ------ | ------ | ------- |
| 1                   | Китай               | 4      | 0      | 2      | 6       |
| 2                   | Україна             | 2      | 5      | 0      | 7       |
| 3                   | Японія              | 2      | 4      | 1      | 7       |
| 4                   | Італія              | 2      | 1      | 2      | 5       |
| 5                   | Австрія             | 0      | 0      | 2      | 2       |
| 5                   | Греція              | 0      | 0      | 2      | 2       |
| 7                   | Іспанія             | 0      | 0      | 1      | 1       |
| Загалом (7 збірних) | Загалом (7 збірних) | 10     | 10     | 10     | 30      |

### Медалісти
| Дисципліна                       | Золото | Золото  | Срібло | Срібло  | Бронза | Бронза  |
| -------------------------------- | --- | ------- | --- | ------- | --- | ------- |
| Соло, технічна програма          | Юкіко Інуі · Японія | 92.8662 | Марта Фєдіна · Україна | 91.9555 | Євангелія Платаніоті · Греція | 89.5110 |
| Соло, довільна програма          | Юкіко Інуі · Японія | 95.3667 | Марта Фєдіна · Україна | 93.8000 | Євангелія Платаніоті · Греція | 91.7667 |
| Дует, технічна програма          | Китай · Ван Люї · Ван Цяньї | 93.7536 | Україна · Марина Алексіїва · Владислава Алексіїва | 91.8617 | Австрія · Анна-Марія Александрі · Ейріні-Марина Александрі | 91.2622 |
| Дует, довільна програма          | Китай · Ван Люї · Ван Цяньї | 95.5667 | Україна · Марина Алексіїва · Владислава Алексіїва | 94.1667 | Австрія · Анна-Марія Александрі · Ейріні-Марина Александрі | 92.8000 |
| Група, технічна програма         | Китай · Чан Хао · Фен Ю · Ван Циюе · Ван Люї · Ван Цяньї · Сян Біньсюань · Сяо Яньнін · Чжан Яї | 94.7202 | Японія · Мока Фудзії · Мое Хіґа · Моека Кідзіма · Томока Сато · Акане Янаґісава · Масіро Ясунаґа · Меґуму Йосіда · Ріе Йосіда                                                         | 92.2261 | Італія · Доміціана Каванна · Лінда Черруті · Констанца Ді Камілло · Констанца Ферро · Джемма Галлі · Марта Якоаччі · Марта Мурру · Енріка Пікколі                                     | 91.0191 |
| Група, технічна програма         | Китай · Чан Хао · Фен Ю · Ван Циюе · Ван Люї · Ван Цяньї · Сян Біньсюань · Сяо Яньнін · Чжан Яї | 96.7000 | Україна · Марина Алексіїва · Владислава Алексіїва · Олеся Дерев'янченко · Марта Фєдіна · Вероніка Гришко · Софія Мацієвська · Ангеліна Овчиннікова · Валерія Тищенко                  | 95.0000 | Японія · Мока Фудзії · Мое Хіґа · Моека Кідзіма · Томока Сато · Хікарі Судзукі · Акане Янаґісава · Масіро Ясунаґа · Меґуму Йосіда                                                     | 93.1333 |
| Гайлайт                          | Україна · Марина Алексіїва · Владислава Алексіїва · Олеся Дерев'янченко · Марта Фєдіна · Вероніка Гришко · Софія Мацієвська · Дар'я Мошинська · Ангеліна Овчиннікова · Анастасія Шмоніна · Валерія Тищенко | 95.0333 | Італія · Доміціана Каванна · Лінда Черруті · Констанца ді Камілло · Констанца Ферро · Джемма Галлі · Марта Якоаччі · Марта Мурру · Енріка Пікколі · Федеріка Сала · Франческа Дзуніно | 92.2667 | Іспанія · Крістіна Арамбула · Абріль Конеса · Берта Феррерас · Емма Гарсія · Мірела Ернандес · Мерічель Мас · Аліса Ожогіна · Паула Рамірес · Іріс Тіо · Бланка Толедано              | 91.9333 |
| Комбінація, довільна програма    | Україна · Марина Алексіїва · Владислава Алексіїва · Олеся Дерев'янченко · Марта Фєдіна · Вероніка Гришко · Софія Мацієвська · Дар'я Мошинська · Ангеліна Овчиннікова · Анастасія Шмоніна · Валерія Тищенко | 95.0333 | Японія · Мока Фудзії · Мое Хіґа · Асака Хосокава · Юка Кавасе · Моека Кідзіма · Хікарі Судзукі · Акане Янаґісава · Масіро Ясунаґа · Меґуму Йосіда · Ріе Йосіда                        | 93.5667 | Італія · Доміціана Каванна · Лінда Черруті · Констанца ді Камілло · Констанца Ферро · Джемма Галлі · Марта Якоаччі · Марта Мурру · Енріка Пікколі · Федеріка Сала · Франческа Дзуніно | 92.0333 |
| Змішаний дует, технічна програма | Італія · Джорджо Мінісіні · Лукреція Руджеро | 89.2685 | Японія · Томока Сато · Йотаро Сато | 86.5939 | Китай · Ши Хаоюй · Чжан Їяо | 86.4425 |
| Змішаний дует, довільна програма | Італія · Джорджо Мінісіні · Лукреція Руджеро | 90.9667 | Японія · Томока Сато · Йотаро Сато | 89.7333 | Китай · Ши Хаоюй · Чжан Їяо | 88.4000 |